# G. Karagiannopoulos
G. Karagiannopoulos (griechisch Γ. Καραγιαννοπούλος) war ein griechischer Sportschütze, der an den Olympischen Sommerspielen 1896 in Athen teilnahm. Er trat an beim Militärgewehrschießen über 200 Meter. Er konnte sich nicht unter den besten 13 platzieren. Daher sind genaue Ergebnisse und seine Platzierung unbekannt.